# Stephen Lord
Stephen Lord (ur. 1 października 1972 w Salford) – angielski aktor filmowy; sławę zdobył jako Jase Dyer w operze mydlanej BBC EastEnders (2007–2008).
31 grudnia 2007 poślubił Elaine Cassidy, z którą ma dwoje dzieci: córkę Kilę (ur. 16 września 2009) i syna Lynotta (ur. 23 stycznia 2013).

## Filmografia
- 1995: Sędzia Dredd (Judge Dredd) jako Zed Squatter #1
- 2003: Krwawa jazda (Octane) jako Car Jacker
- 2006: Ocean dusz (Sea of Souls) jako Angus Jenson
- 2007: Pogłos (Reverb) jako Wurzel
- 2007: Aż do śmierci (Until Death) jako Jimmy Medina
- 2007–2008: EastEnders jako Jase Dyer
- 2008: The Shepherd: Border Patrol jako Benjamin Meyers
- 2010–2011: Na sygnale (Casualty) jako Warren Clements
- 2013: Dawno, dawno temu (Once Upon a Time) jako Malcolm
- 2014-2015: Dom grozy (Penny Dreadful) jako Warren Roper
- 2017: Dawno, dawno temu (Once Upon a Time) jako Malcolm